# Palazzo Voroncov (Alupka)

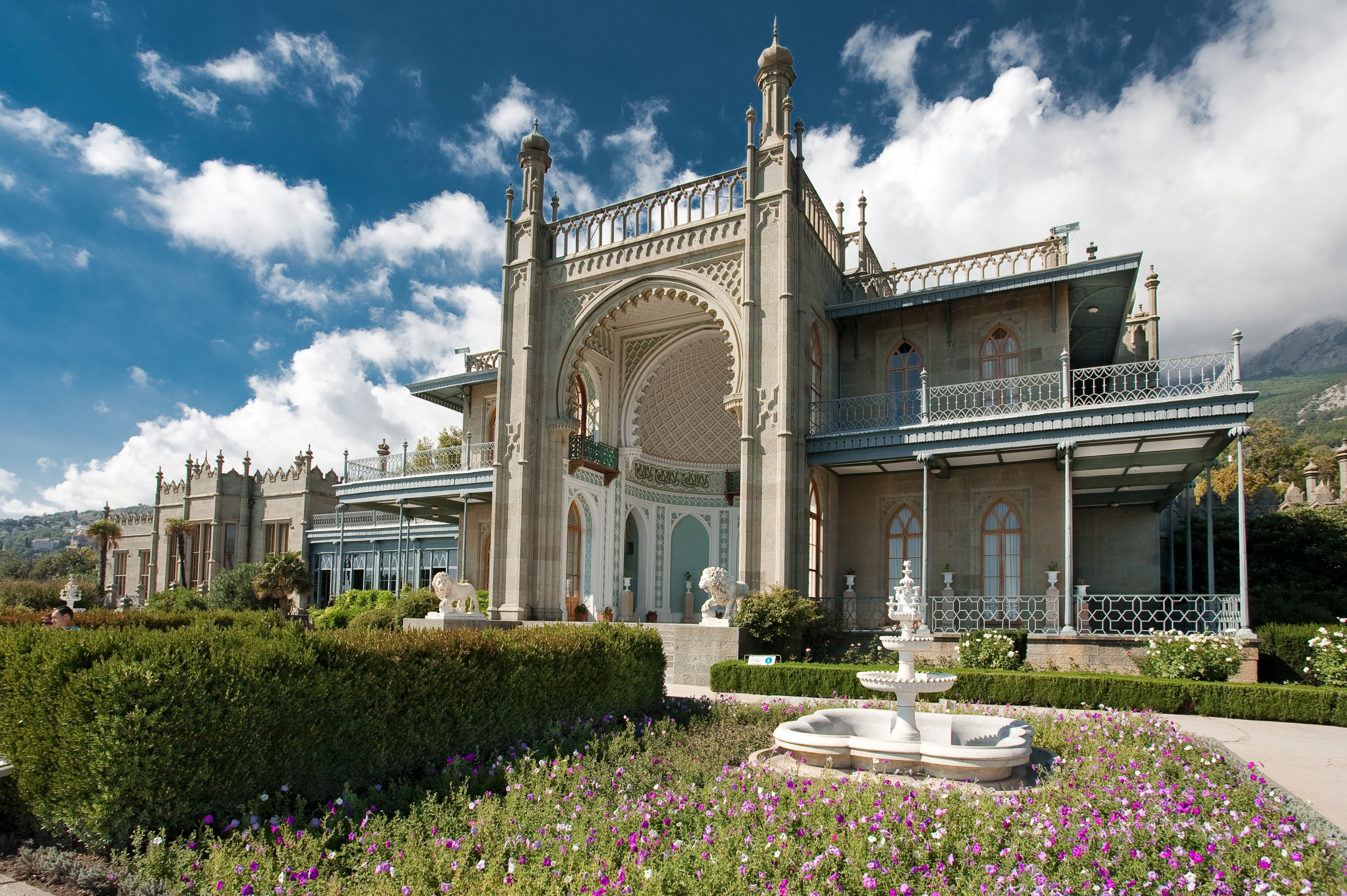
La facciata meridionale dello stesso edificio dall'aspetto orientale.

Il Palazzo Voroncov (in ucraino Воронцовський палац?, Voroncov'skyj palac; in russo Воронцо́вский дворе́ц?, Voroncovskij Dvorec), detto anche Palazzo Alupka, è un palazzo storico situato ai piedi delle montagne della Crimea, vicino alla città di Alupka. Il palazzo Voroncov è uno degli edifici più antichi e più grandi della penisola, ed è una delle attrazioni turistiche più popolari della costa meridionale.
Il palazzo fu costruito tra il 1828 e il 1848 per il principe russo Michail Semënovič Voroncov per usarlo come sua residenza estiva personale a un costo di 9 milioni di rubli d'argento. È stato progettato secondo un'interpretazione libera dello stile rinascimentale inglese dall'architetto inglese Edward Blore e dal suo assistente William Hunt. L'edificio è un ibrido di diversi stili architettonici, ma non è fedele a nessuno. Tra questi stili vi sono elementi del baronale scozzese, architettura moghul, e goticistica. Blore aveva progettato molti edifici nel Regno Unito, e successivamente fu particolarmente noto per aver completato la progettazione di Buckingham Palace a Londra.
Una volta completato, il palazzo è stato visitato da molti membri della classe dirigente dell'Impero russo; un gran numero di questi nobili molto ricchi furono così presi dal palazzo e dal suo sito marino che spostarono le proprie vacanze estive in Crimea. All'inizio del XX secolo non solo molti aristocratici, ma anche membri della famiglia imperiale, compreso lo stesso zar, avevano palazzi con differenti stili architettonici nelle vicinanze.
Una caratteristica importante del palazzo Voroncov è il parco aggiunto che ospita 40 ettari di verde e silvicoltura organizzato dal giardiniere paesaggista tedesco Carolus Keebach. Oggi il palazzo Voroncov fa parte del "Palazzo e parco Alupka" ad Alupka, una riserva storica nazionale che comprende il Palazzo Massandra nella vicina Massandra.
A causa del suo status di importante attrazione turistica locale e come monumento architettonico, il palazzo Voroncov e il suo parco circostante erano spesso presenti nelle produzioni cinematografiche ucraine e sovietiche come in: Un miracolo ordinario (1964), Nebesnye lastočki (1976), Un giorno folle ovvero il matrimonio di Figaro (2004) e Sappho (2008).
Il poeta russo Ivan Bunin visitò il palazzo nel 1900 e scrisse un breve poema intitolato Il vicolo lungo che conduce alla riva... (in russo К прибрежью моря длинная аллея ...?).

## Storia

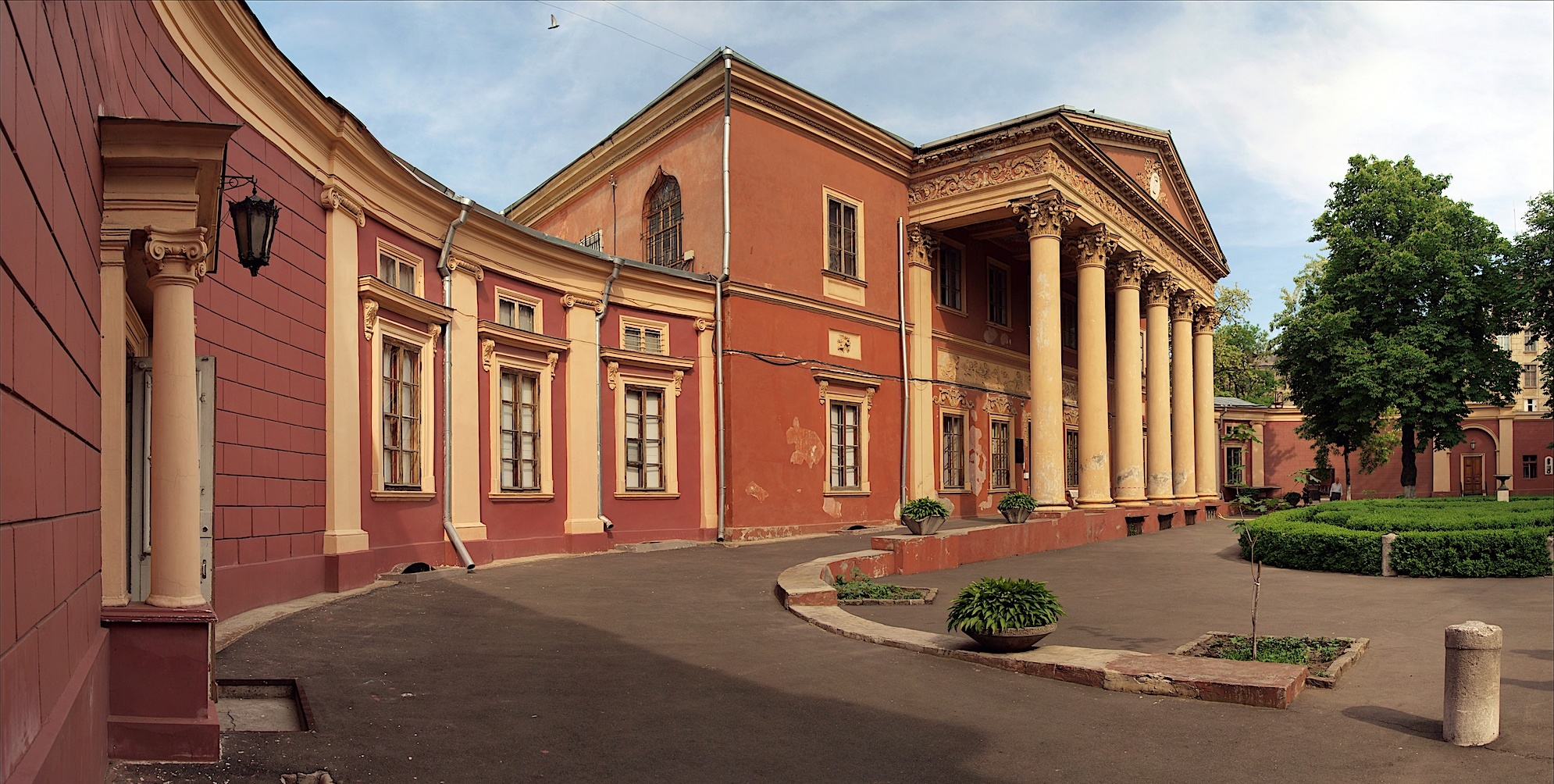
Negli anni venti, i nobili russi commissionarono una serie di residenze palladiane in Novorossija, soprattutto a Odessa.

Nel periodo successivo alle guerre napoleoniche, la nuova città di Odessa è emersa come capitale del sud della Russia con una vibrante società cosmopolita incentrata su una manciata di brillanti aristocratici russi e bellissime signore polacche come Sof'ja Potocka e Karolina Rzewuska. Secondo Filipp Vigel', il tribunale del viceré di Odessa sembrava una "piccola capitale di un bagno imperiale". Mentre a Odessa apparivano molti edifici neoclassici, la Crimea (o Taurica, come era meglio conosciuta) era ancora percepita come un entroterra selvaggio ed esotico. Alla metà degli anni venti ha visto la comparsa di opere romantiche molto popolari che celebrano la sua bellezza robusta, come la poesia di Aleksandr Puškin La fontana di Bachčysaraj e i Sonetti Crimeani di Adam Mickiewicz. Entrambi i poeti furono affascinati dai romanzi orientali di Lord Byron e immaginavano la Crimea come una terra esotica piena di tradizioni musulmane tartare che erano fiorite nel Khanato di Crimea fino alla sua scomparsa nel 1783.
Michail Voroncov fu nominato Viceré di Novorossija nel maggio del 1823. Anche prima dell'arrivo a Odessa, i Voroncov iniziarono a comprare terre nel sud-ovest della Crimea, poco popolata e poco conosciuta all'epoca. Alupka fu acquistata nel 1824 dal colonnello Theodosios Reveliotis, proprietario di Livadija e Oreanda. A quel tempo, i Voroncov avevano proprietà anche a Gurzuf, Massandra, Ai-Danil e Capo Marziano.

### Design originale e ethos

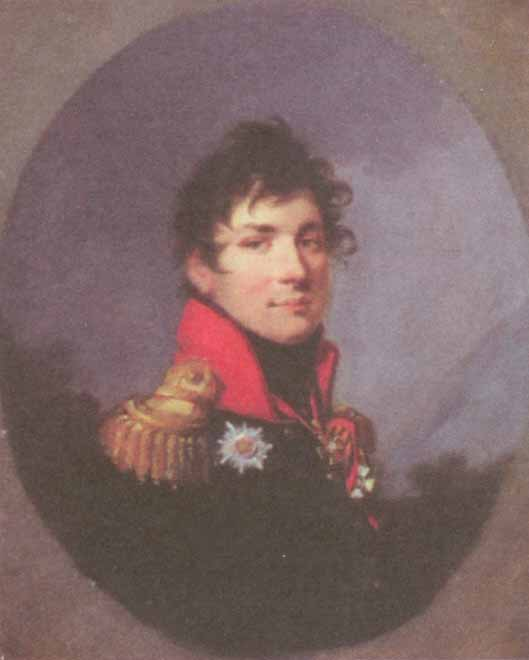
Il principe Michail Voroncov (1782–1856) commissionò il palazzo che utilizzò come residenza estiva.

## Galleria d'immagini

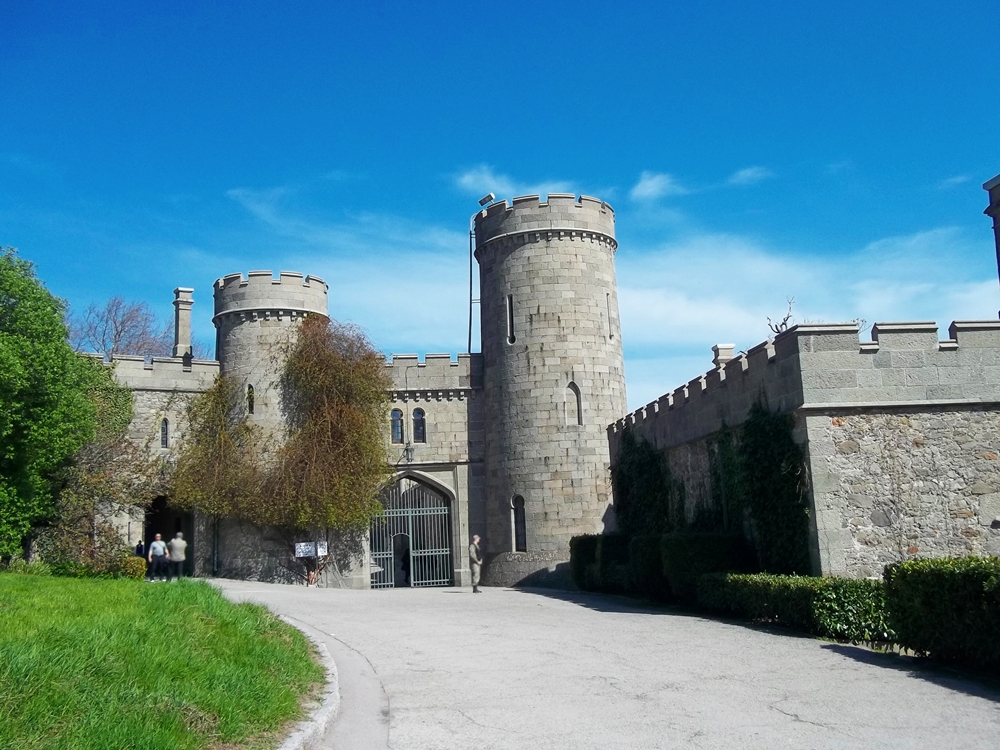
Ingresso al cortile anteriore del palazzo nello stile di un castello medievale inglese.
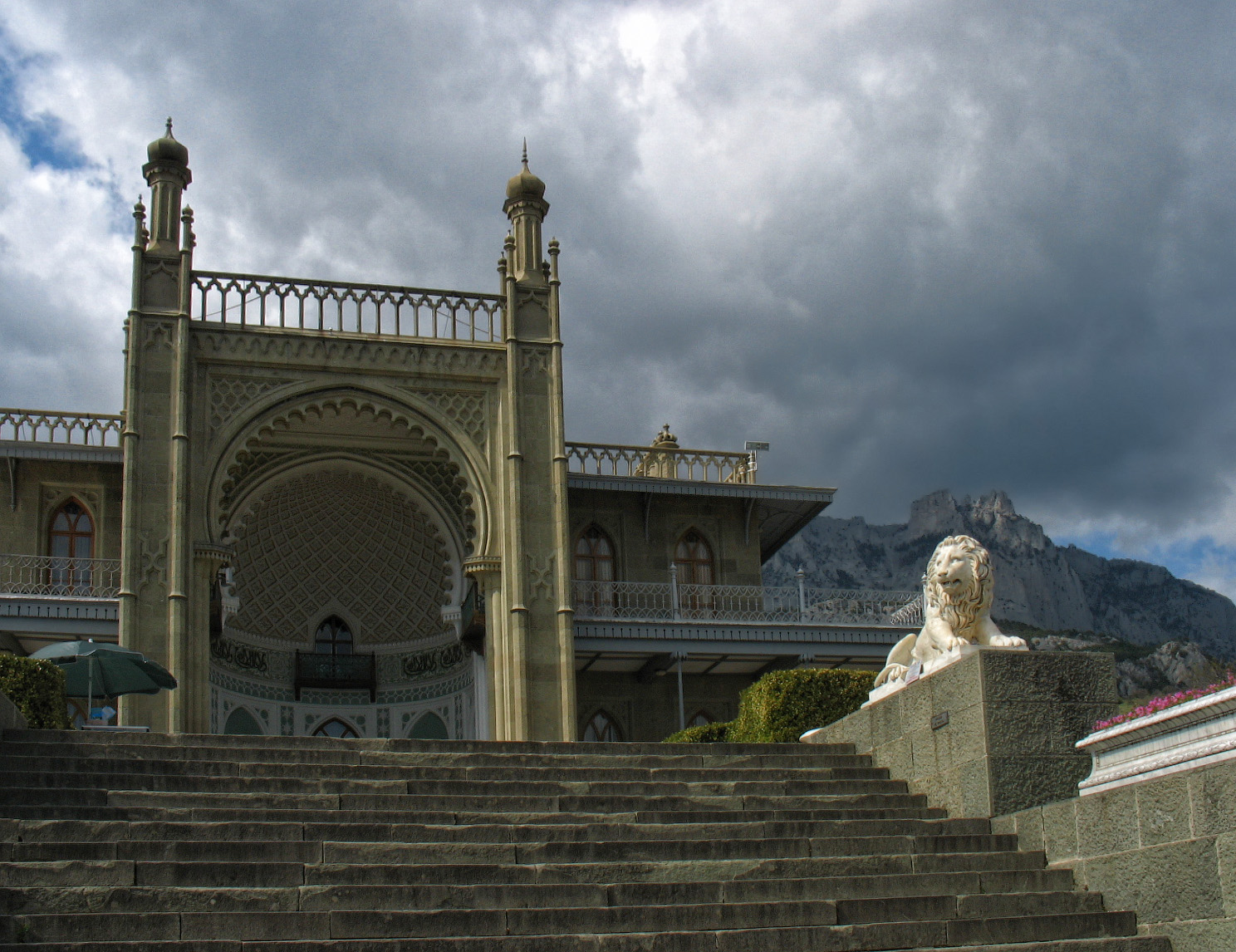
Le scale con i leoni si arrampicano sui terrazzi.
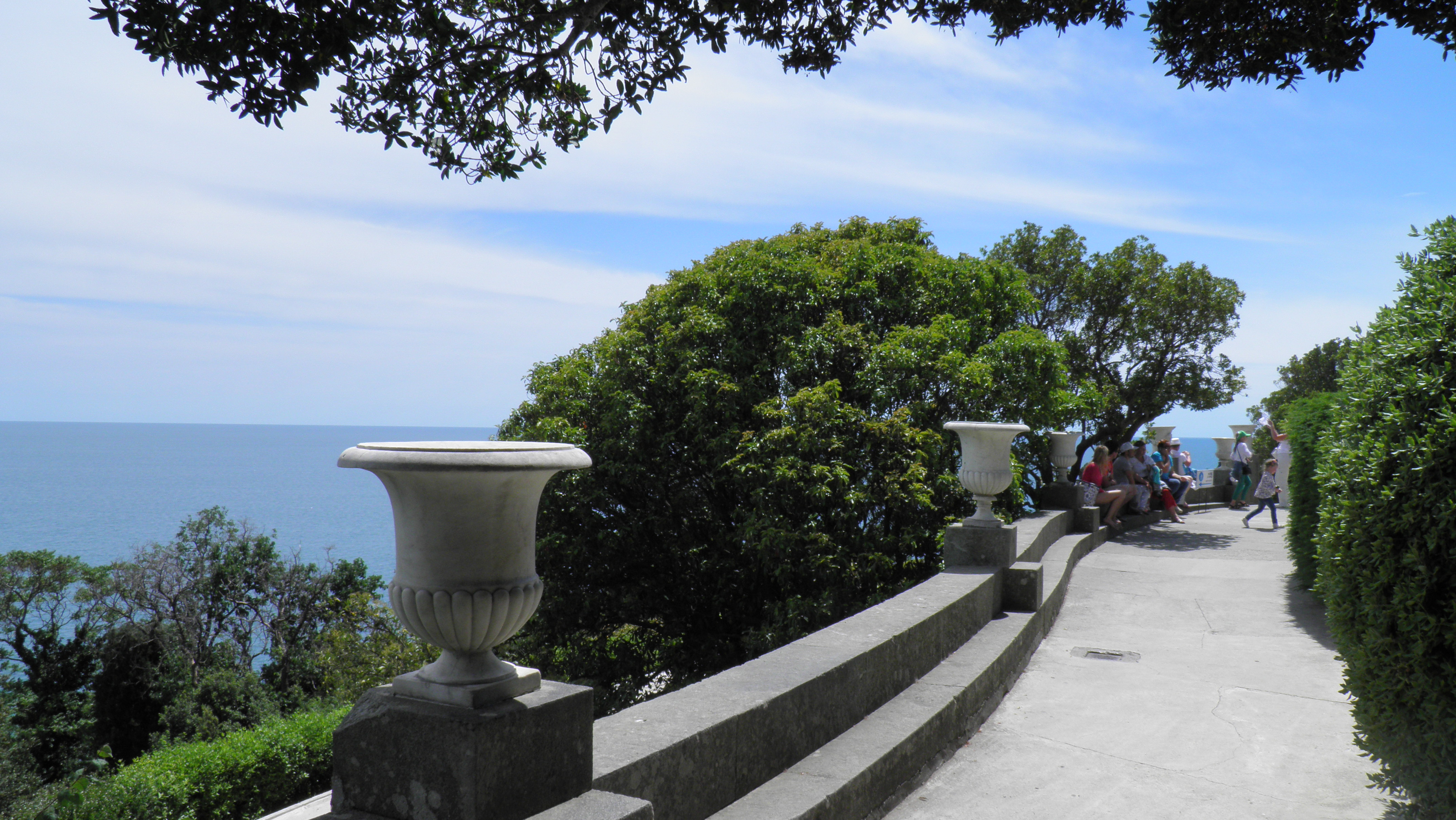
Uno dei terrazzamenti subtropicali dietro al palazzo.
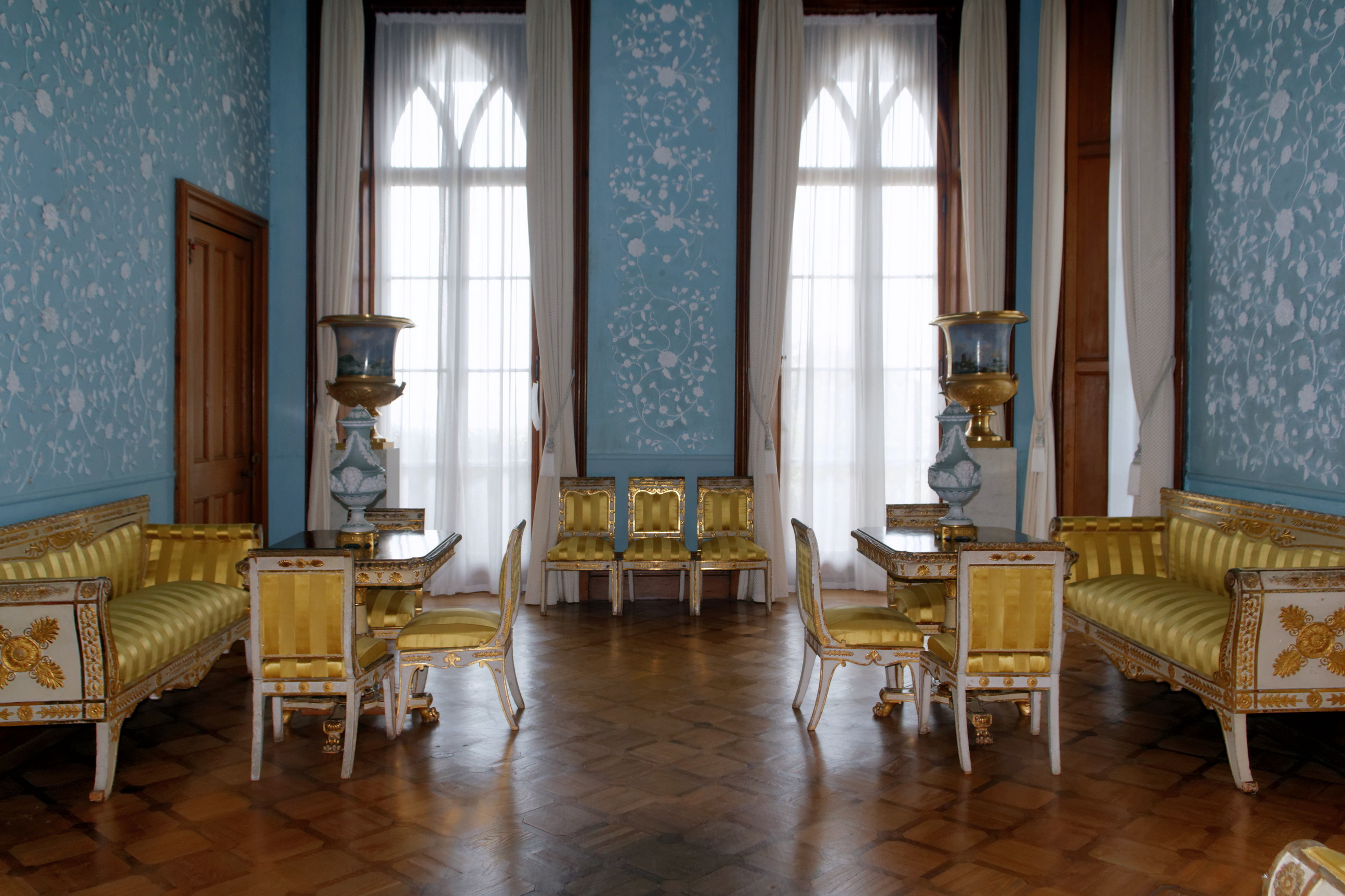
La Sala Blue Drawing Room con le intricate decorazioni delle pareti.
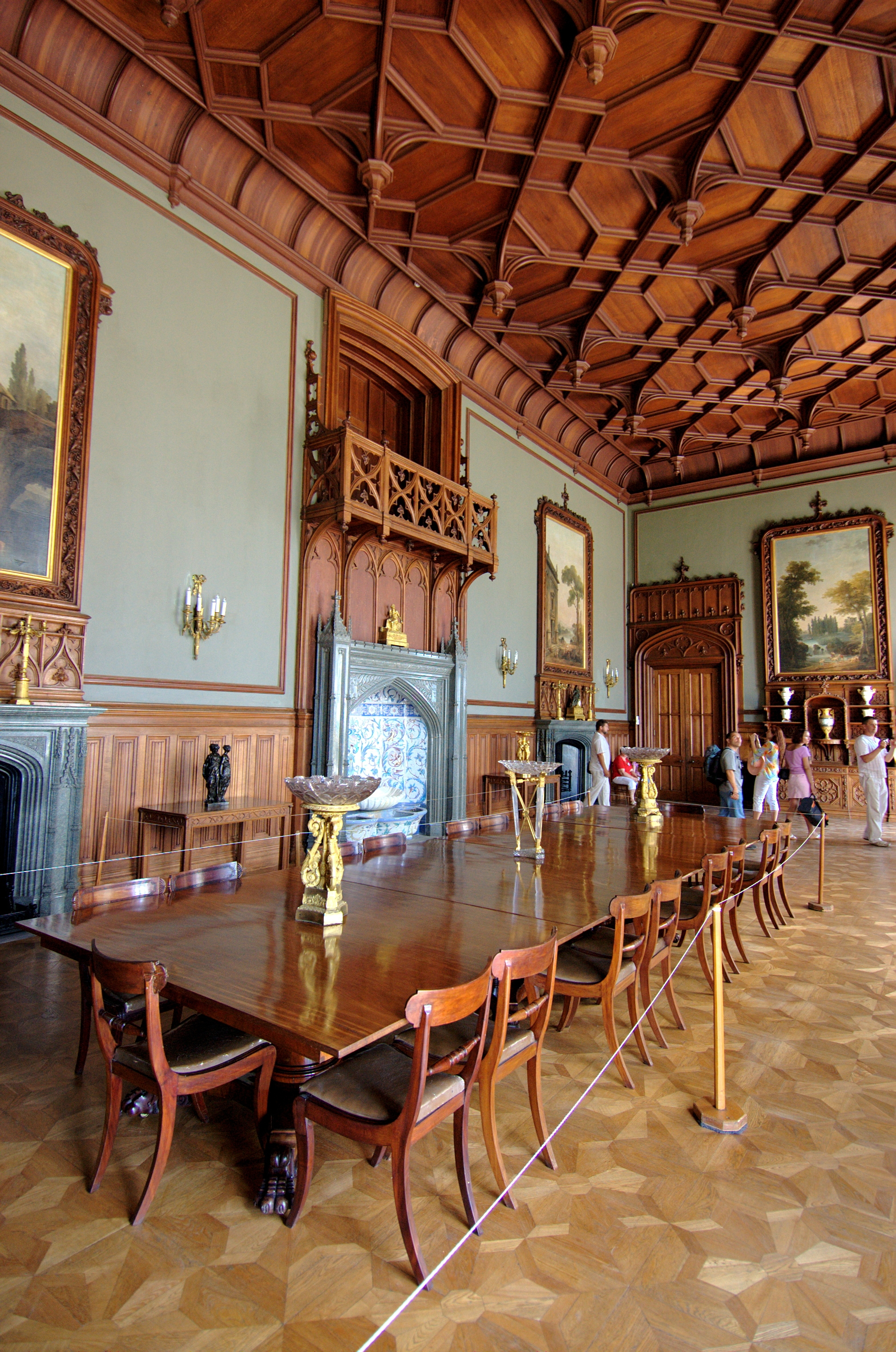
Il soffitto di quercia della Sala da pranzo in stile Tudor.
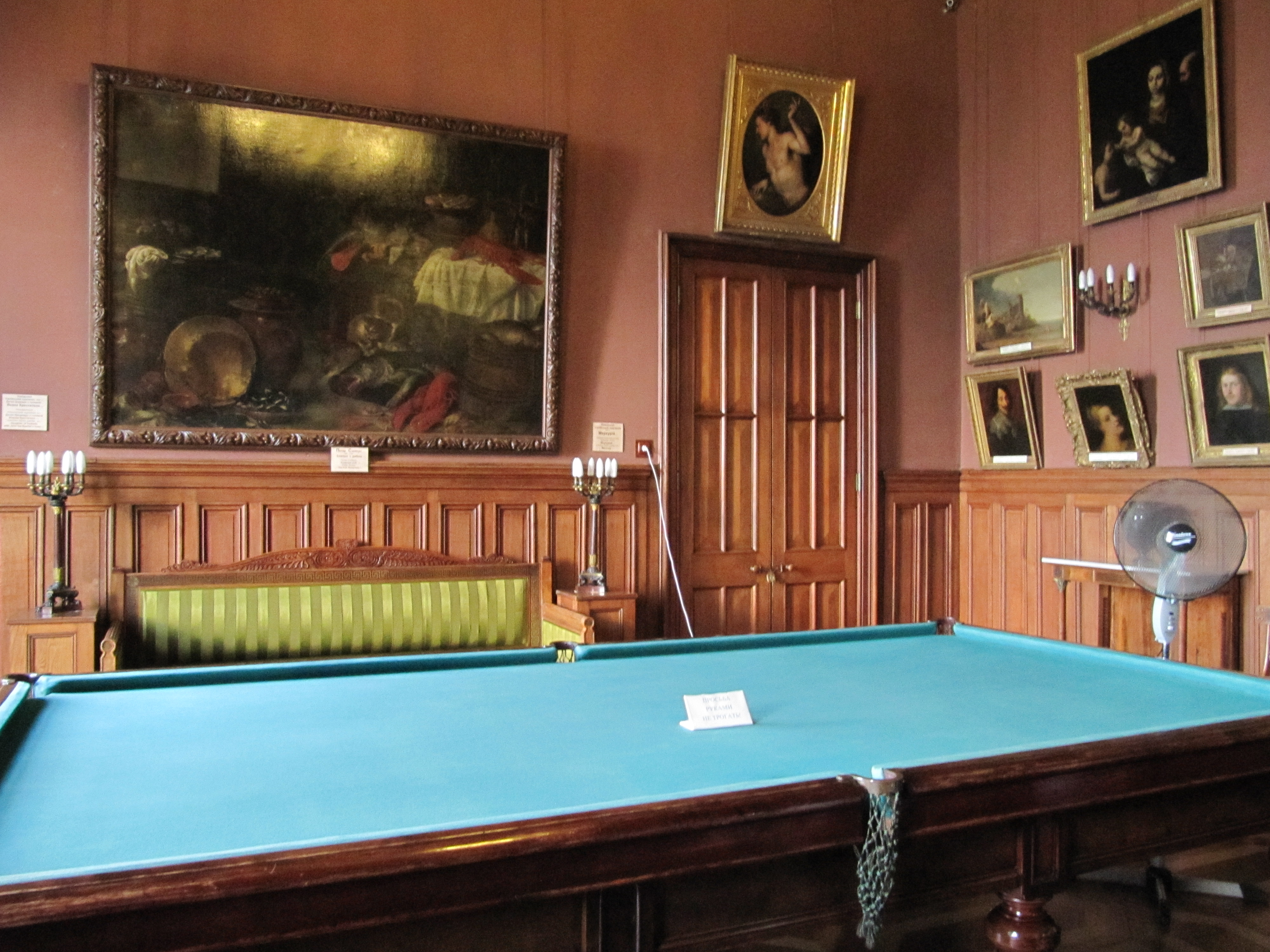
La Sala del biliardo in stile gotico, adiacente alla Sala da pranzo.
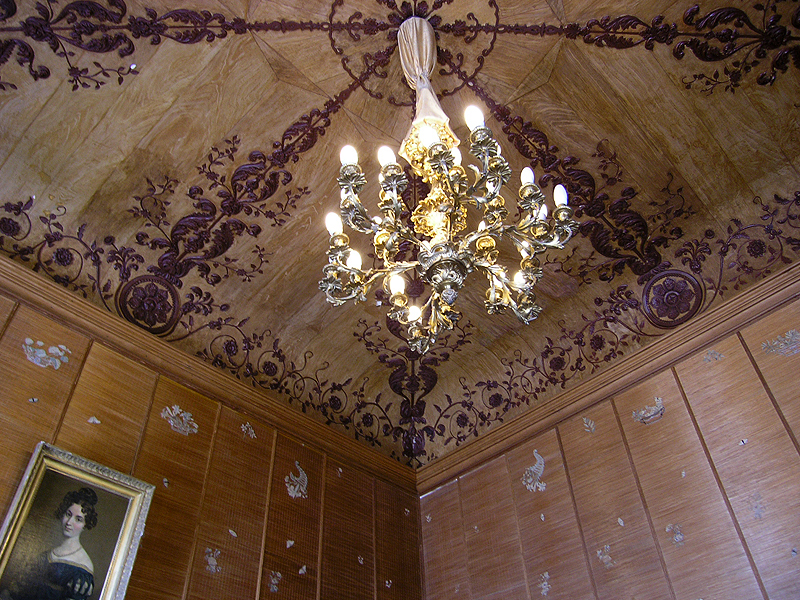
Il complesso soffitto ligneo della Sala cinese, anche detta Gabinetto cinese.
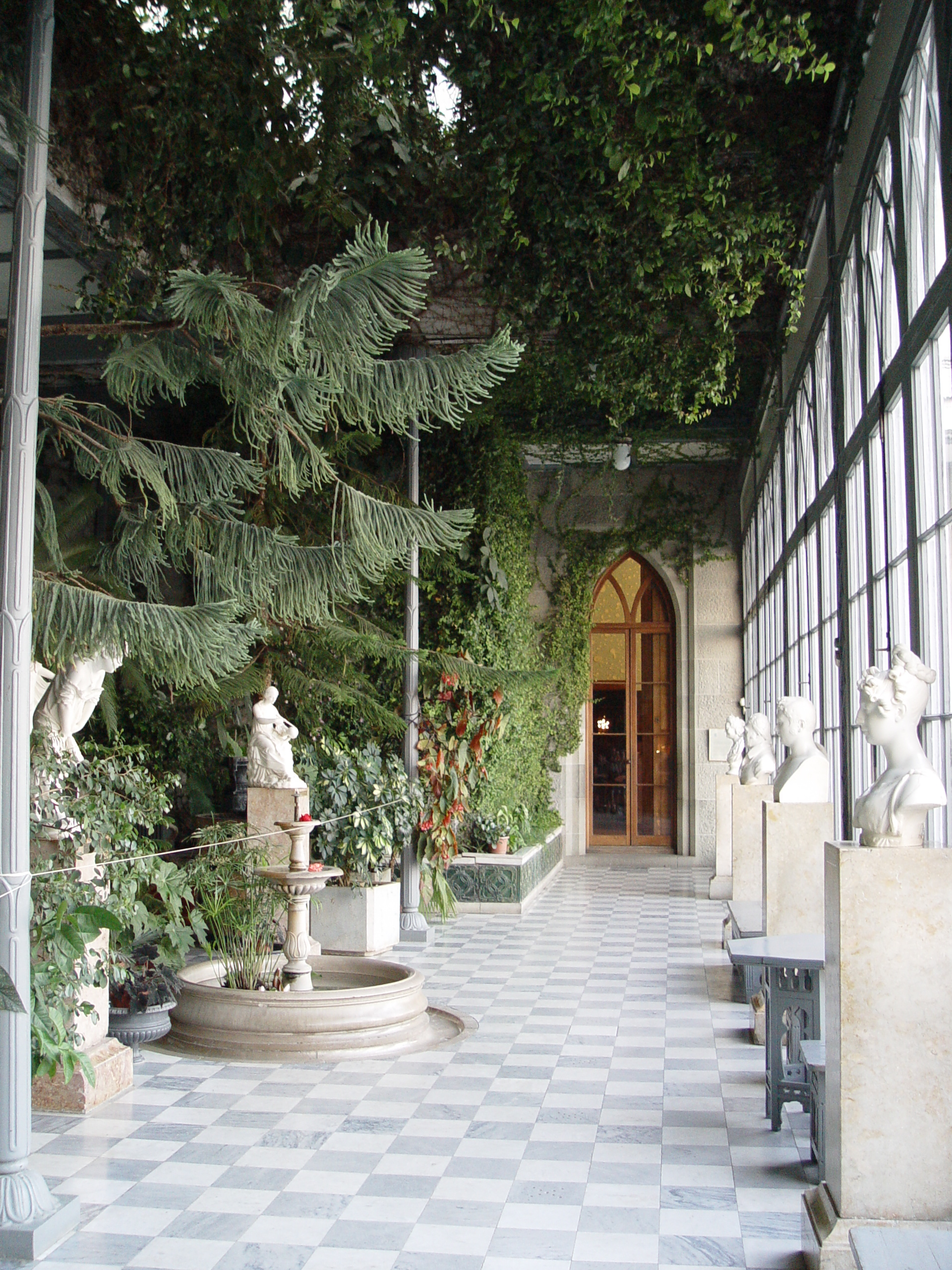
La serra.